# 아폴로 6호
아폴로 6호(apollo 6)는 미국 항공우주국의 아폴로 계획에 의하여 발사된 마지막 무인우주선이다. 아폴로 4호에 이어 두 번째로 발사에 새턴 V 로켓을 이용하였다. 임무 수행 중 발사용 로켓에 연료 문제가 발생했으나 발사는 성공했으며 임무는 성공적으로 종료되었다.

## 목적
아폴로 6호의 목적은 새턴 V 로켓의 유인 비행(아폴로 8호)에 대비한 마지막 무인 발사 실험이었다(그 전의 아폴로 7호에는 새턴 V 로켓보다 한층 작은 새턴 IB 로켓이 사용되었다). 사령선을 달로부터의 귀환시에 있어서의 최악 상태를 대비해 대기권에 재돌입시키는 실험이 주 임무이었으나 로켓 엔진의 이상으로 실행되지 않았다.

## 발사 준비

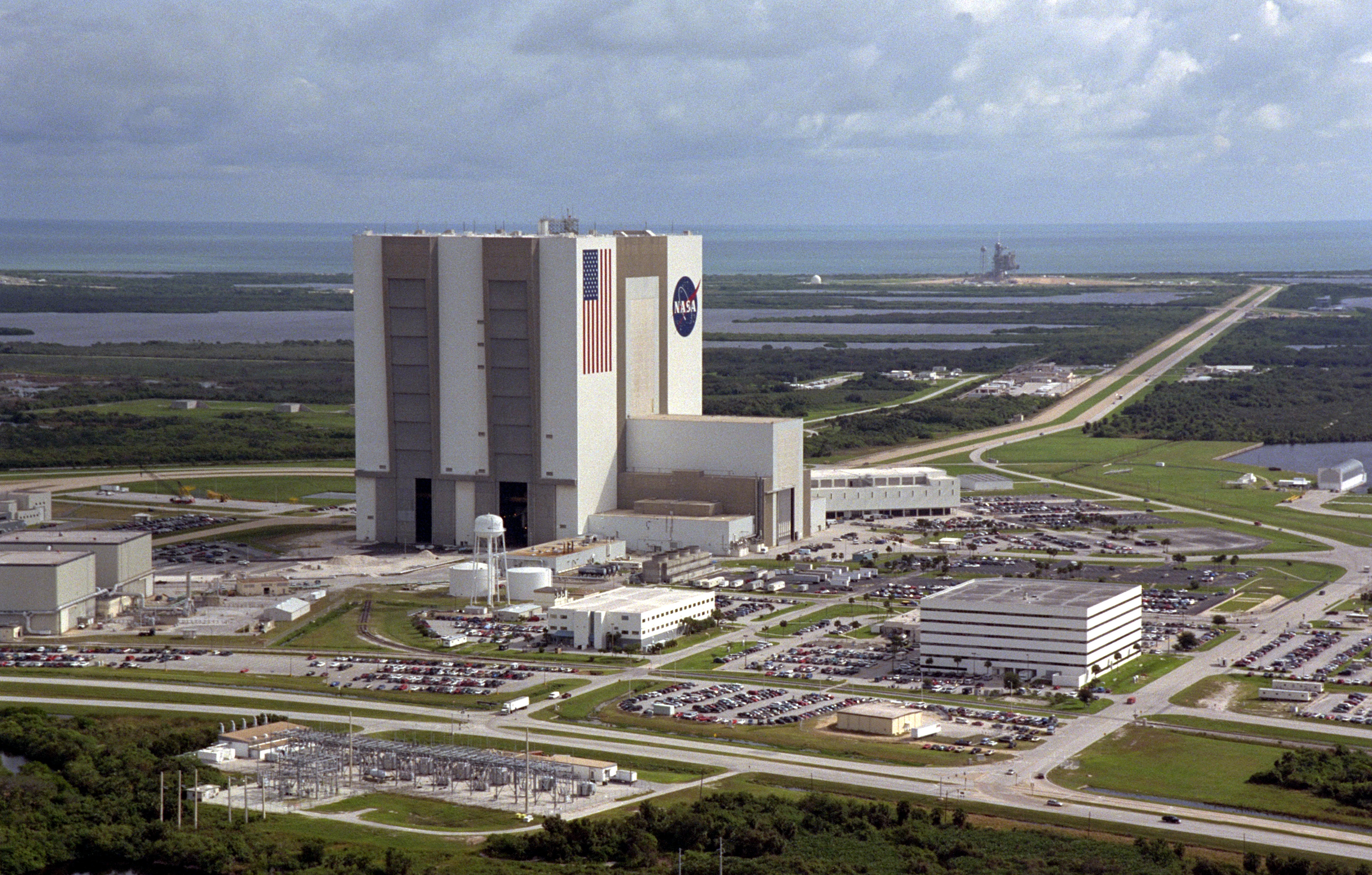
VAB(동체 조립 건물)의 전경

- 제 1단 로켓 (S-IC) : 1967년 3월 13일에 케이프 커내버럴에 도착함과 동시에 VAB(Vehicle Assembly Building, 동체 조립 건물) 안의 발사대 위에 설치되었다
- 제 2단 로켓 (S-II) : 1967년 5월 24일에 도착하였으며, 같은 해 7월 7일에 본선에 설치되었다. 본선에 설치되기 전까지 덤벨과 같은 형태를 한 스페이서를 1단 로켓과 3단 로켓 사이에 대용품으로 설치해 본선 전기 계통 등의 점검 작업이 진행되었다
- 제 3단 로켓 (S-IVB) : 1967년 3월 13일에 도착하였다
- 로켓 자동 조종 장치 : 1967년 3월 13일에 도착하였다
- 아폴로 사령선과 기계선 : 1967년 9월 29일에 도착하였으며, 같은 해 12월 10일에 본선에 설치되었고 2개월 간의 시험 뒤 1968년 2월 6일 로켓 전체가 LC-39A 발사대에 설치되었다. 아폴로 1호 당시 화재로 소실하고 남은 CSM-014의 기계선과 그 이후 탱크의 폭발 사고로 파괴된 CSM-020의 사령선을 조합해 만들었다

로켓의 구성품들이 처음 도착한 1967년 3월 13일 시점에서, VAB 안에서는 아폴로 4호의 준비도 동시에 진행되고 있었다. VAB는 한 번에 4기의 새턴 V 로켓을 조립할 수 있었지만, 점검하기 위한 기기는 1개 계통밖에 준비되어 있지 않았기 때문에 아폴로 6호의 작업은 진행되지 않았으며 아폴로 4호가 발사대로 옮겨진 후부터 작업이 시작되었다.

## 비행

### 발사

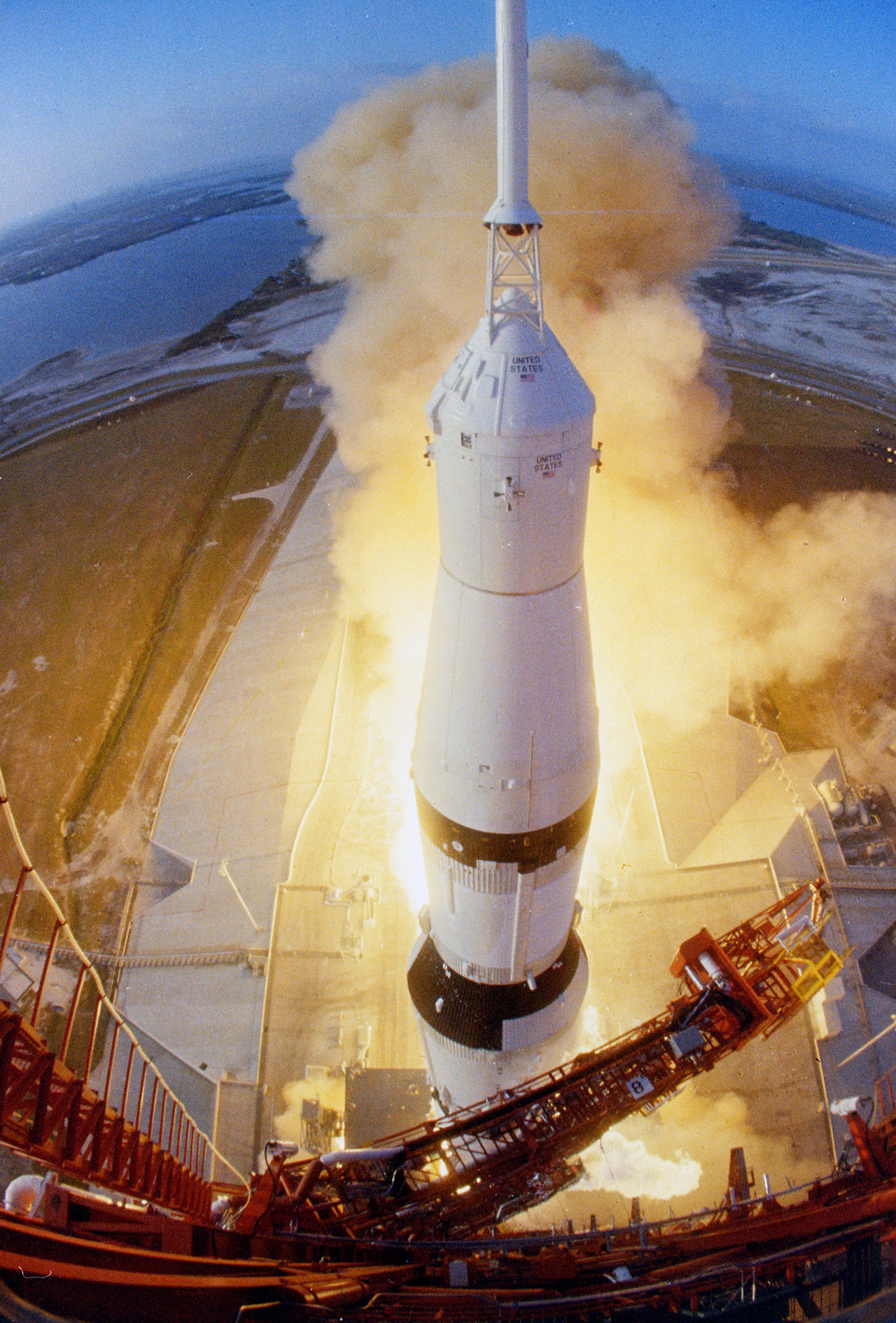
아폴로 6호의 발사

발사에는 성공하였으나, 발사 2분 후 로켓에는 30초간에 걸쳐 공진 현상이 발생했으며, 발사 133초 후에 촬영한 항공 카메라 영상에서 몇 개의 부품에 이상이 발생하는 장면을 파악하고 있었다. 결과적으로 이 공진에 의해 로켓과 우주선이 결합되는 부분에 구조적인 문제가 발생했으며, 차추 소집된 공청회에서 당시 NASA의 국장인 조지 뮐러가 이 현상에 대해 아래와 같이 설명하였다.
공진 현상은 근본적으로는 로켓 엔진의 추진력이 불안정했기 때문에 발생했습니다. 이것은 통상 로켓 특유의 현상으로, 연소가 완전하게 균일하게는 행해지지 않기 때문에, 일반적으로 소음을 발생시키는 곳입니다. 그 때문에 제 1단에서는, 모든 로켓이 연소할 때에 공통적으로 볼 수 있는 특성으로서 추진력의 불균형이 생겼습니다.
그런데 로켓 엔진은 연료 탱크로부터 파이프로 통하고 그 내부에 연료가 공급되는 것입니다. 이러한 파이프는 정확히 교회의 이른바 파이프 오르간과 같은 것으로, 각각 고유의 진동수를 가져, 파이프 오르간과 같이 진동을 발생시키는 것입니다.
이러한 로켓의 구조는, 마치 음차와 같은 것이어서, 충격을 더하면 용이하게 세로 방향에 진동합니다.이러한 여러 가지 진동이 상호 작용을 한 결과 기체를 공진시킨 것은 아닐까 생각할 수 있습니다.

제 1단 로켓이 분리된 직후 제 2단 로켓에서도 문제가 발생했는데, 2번 엔진이 발사 후 412초 경에 완전히 정지해 버렸고, 정지 2초 후에 3번 엔진도 같이 정지해 버렸던 것이다. 이 때문에 기체에 탑재되고 있던 자동 조종 장치가 작동해 예정보다 제 2단 로켓을 58초, 제 3단의 S-IVB 로켓을 29초 길게 분사시켰다.
그 후 S-IC는 플로리다주 동방 동경 74° 19', 북위 30° 12'의 대서양상에 낙하했고, S-II는 동경 32° 11', 북위 31° 12'의 북대서양 상 아조레스 제도(포르투갈령} 남부에 낙하했다.

### 궤도
우주선은 당초 예정되어 있던 고도 160 km 의 원래 궤도에서는 크게 빗나가고, 근지점 178 km, 원지점 367 km의 타원 궤도에 올랐다. 게다가 지구를 2회 돈 후, 제 3단 로켓이 재점화하지 않았기 때문에 예정되어 있던 달 궤도에는 오를 수 없었다.
그런데도 당초의 목적을 가능한 한 달성시키기 위해서 기계선의 로켓을 442초간 분사해 원지점 22,200 km 의 타원 궤도에 투입하는 것이 결정되었지만, 이러한 장시간의 분사는 실제의 달 비행 계획에서는 있을 수 없는 것이었다. 그렇지만 이것으로도 연료가 부족했기 때문에, 대기권 재돌입의 속도는 예정되어 있던 초속 11,270 m에는 미치지 않은 초속 10,000 m였다. 착수점은 예정 해역에서 80 km 빗나갔기 때문에, 강습상륙함 오키나와(USS Okinawa)가 사령선을 회수한 것은 10시간 후에 있었다. 제 3단 로켓은 1968년 4월 25일에 대기권에 재돌입했다.

## 문제의 원인
제 1단 로켓의 공진 현상의 원인은 판명되어, 로켓에는 재조정이 필요했다. 연료와 산화제의 펌프나 공급 라인은 압력 조정 장치로부터 공급되는 헬륨 가스로 채워져 있지만, 진동을 감소시키기 위해서 압력을 내릴 수 있었다.
제 2단 로켓의 엔진 이상의 원인은 연소실에 연료를 공급하는 파이프의 파단인 것으로 밝혀졌다. J-2 엔진의 연소실이란, 본질적으로는 팽창실(노즐)의 격벽 위에 설치된 섬세한 구조물이며, 가늘고 복잡하게 뒤얽힌 파이프에 의해서 액체 산소와 액체 수소가 공급된다. 아폴로 6호의 비행에서는 3번 엔진이 연소하고 있을 때, 그 진동에 의해서 액체 수소의 파이프가 파괴되었다. 그 결과, 연소실에는 산소만이 공급되게 되었다. 통상 J-2 엔진은 연소실 온도를 내리기 위해서 액체 수소를 공급 과다하게 하고 있지만, 수소가 차단되어 산소가 충만한 것에 의해서 연소실내의 온도가 국소적으로 상승해, 마침내 파괴로 연결되었던 것이다.
압력의 갑작스런 저하는 자동 조종 장치에 검지되어 즉시 연소 정지의 사령이 보내졌지만, 불행한 일로 3번 엔진에 사령을 보내는 배선은, 2번 엔진과 공통의 것이 사용되고 있었다.그 때문에 압력센서는 2번 엔진에 정지의 사령을 보내면, 즉시 3번 엔진에도 같은 신호를 보냈던 것이다.
우주선과 로켓의 접속 부분의 문제는, 하니컴 구조가 원인이었다. 로켓이 대기권내에서 가속하고 있을 때, 달 착륙선의 격납실은 대기압이 내리는 것에 의해서 팽창하려고 하였다. 이것이 파괴의 원인이 될 수 있는 것이 판명되었기 때문에, 다음 번의 비행에서는 격납실에는 감압용의 창을 여는 것이 결정되었다.
아폴로 6호로 발생한 여러 문제는 유인 비행이라면 비행사를 긴급 탈출시키는 사태가 될 수 있을 정도의 것이었지만, 거기로부터 얻을 수 있던 데이터는 헤아릴 수 없는 만큼 귀중한 것이었다. 사실 이후에 발사된 11기의 새턴 V 로켓은 심각한 사고를 내는 것은 한번도 없었다.

## 영상

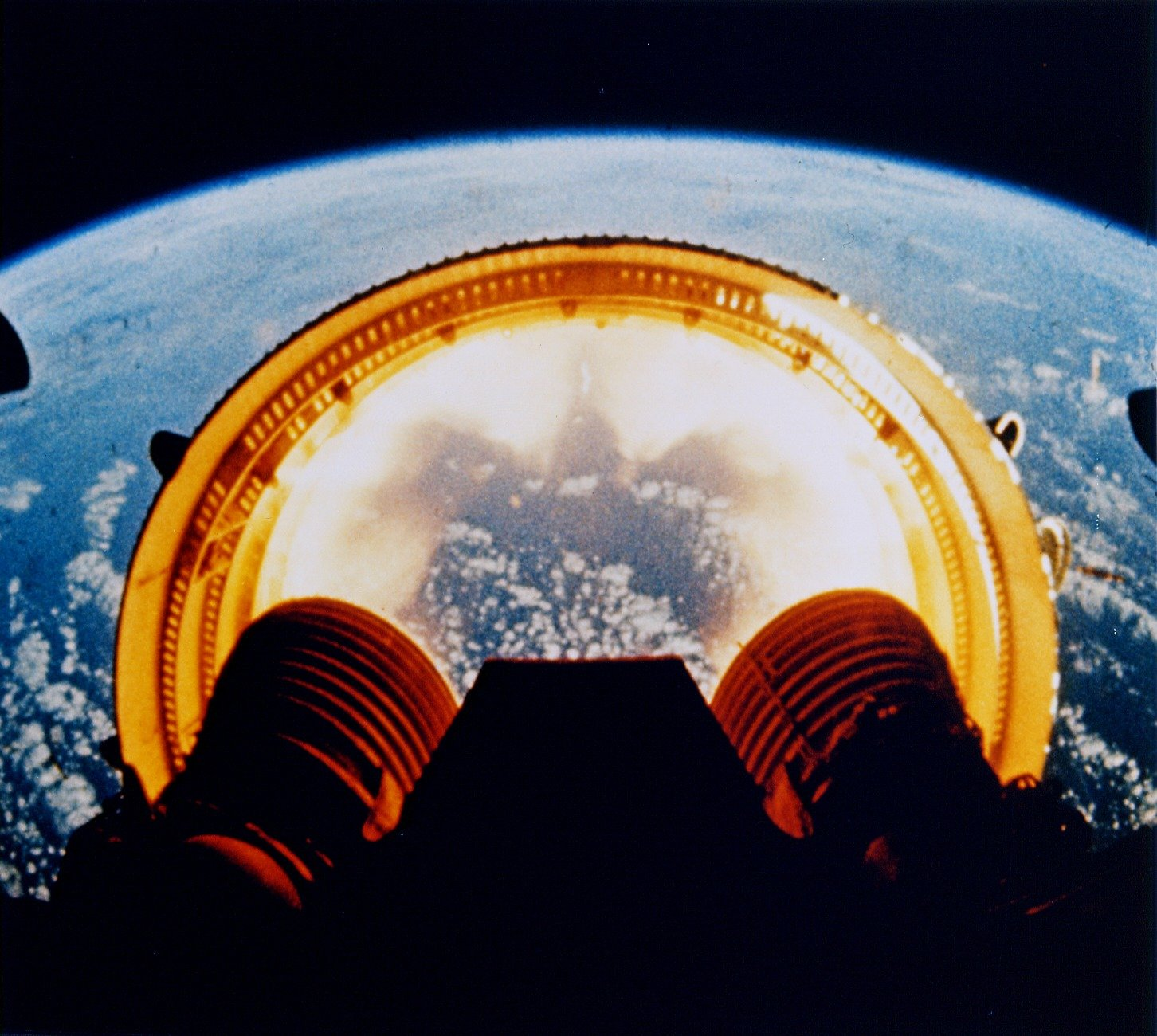
아폴로 6호의 로켓 분리 장면

다큐멘터리 프로그램 등에서 매우 자주 사용되는, 로켓의 분리를 촬영한 유명한 이 영상은, 아폴로 4호 및 아폴로 6호의 것이다. 이 중 후반 부분의 「S-IV-B Staging」이 아폴로 6호의 것이다. 이 안에서 볼 수 있는 백색광은 액체 산소·액체 수소 로켓의 배기가스인 고온의 수증기로, 붉은 불길은 고체연료 로켓의 배기가스이다. 덧붙여 이 영상은 15배속으로 촬영되고 있다. 필름을 수용한 캡슐은 우주 공간에서 떼어내져 대기권에 재돌입한 후 낙하산으로 착수했지만, 2개 중 1개는 회수할 수 없었다.
또 이것과는 별도로 발사대로부터 멀어지는 새턴 V 로켓의 본체나, 배기가스를 분사하는 엔진을 여러 가지 각도로부터 근접 촬영한 영상이 아폴로 11호 등의 발사의 장면으로서 TV 프로그램에서 소개되는 일이 있지만, 그러한 대부분은 실제는 이 아폴로 6호의 것이다. 영상을 분별하는 방법은 간단하고, 기계선은 아폴로 6호만이 유일 백색이며, 다른 모든 새턴 V 로켓에서는 은빛이었다.

## 사회적 영향
아폴로 6호가 발사된 정확히 그 같은 날에, 테네시주 멤피스에서 마틴 루서 킹 목사가 암살되는 사건이 일어났기 때문에 사회적으로는 거의 주목받을 것은 없었다. 또 5일 후에는 린든 B. 존슨 대통령이 재입후보 하지 않는 것을 표명했다.

## 현재

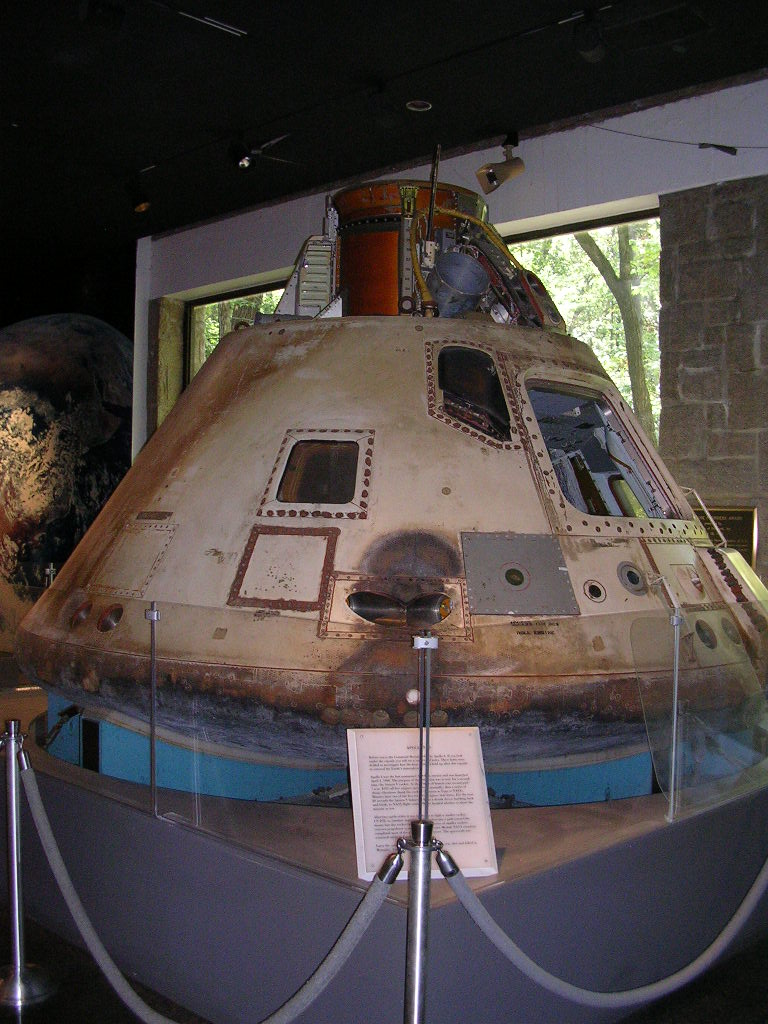
아폴로 6호의 사령선

현재 아폴로 6호의 사령선은 조지아주 애틀랜타의 박물관에 전시되고 있다. 가까운 곳에는 마틴 루서 킹 목사의 묘지가 있다.